# Martien Vreijsen
Martien Vreijsen (Breda, 15 de novembro de 1955) é um ex-futebolista neerlandês, que atuava como atacante.

## Carreira
Martien Vreijsen representou a Seleção Neerlandesa de Futebol que disputou a Eurocopa de 1980.

## Ligações Externas
- Perfil em FIFA.com (em inglês)